# Guardia del Consiglio Grande e Generale

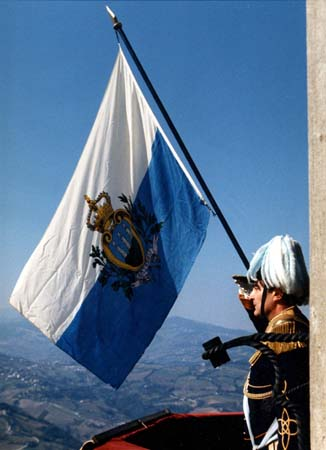
Ufficiale della Guardia del Consiglio Grande e Generale saluta la Bandiera.

La Guardia del Consiglio Grande e Generale è un Corpo militare d'élite della Repubblica di San Marino, primo con funzioni speciali, preposto a proteggere i maggiori Organi istituzionali dello Stato.

## Funzioni
Alla Guardia, primo corpo sammarinese con funzioni speciali, vengono attribuiti i compiti di proteggere i Capitani Reggenti ed i membri del Consiglio Grande e Generale nell'esercizio delle Funzioni Istituzionali e dei Capi di Stato e dei Ministri stranieri in visita di Stato. In particolare, il Corpo effettua il servizio di guardia durante le cerimonie di insediamento dei Capitani Reggenti, durante le sedute del Consiglio Grande e Generale e dell'Arengo, durante le cerimonie civili e religiose alle quali presenzia la Ecc.ma Reggenza e in occasioni di gala. Effettua inoltre il protocollo militare nelle sedute di elezione dei nuovi Capitani Reggenti e presta la guardia d'onore ai Troni Reggenziali. Gli compete, inoltre, l'alza ed ammaina bandiera nelle cerimonie ufficiali.

## Origini del Corpo
La Guardia venne fondata nel 1740, quando, dopo il tentativo di annessione allo Stato pontificio ad opera del cardinale Giulio Alberoni, nel Paese emerse la necessità di proteggere le principali istituzioni repubblicane. La Guardia si configurava come un Corpo scelto, composto da 14 soldati e 2 caporali comandati da un ufficiale col grado di Capitano e indipendente dal Comando Superiore delle Milizie. Il primo comandante fu Gerolamo Gozi.
La nomina di tutti i membri del Corpo spettava ai Capitani Reggenti e veniva ratificata dal Consiglio Grande e Generale. In seguito, il Corpo venne ampliato e furono nominati degli ufficiali dello Stato Maggiore agli ordini di un comandante generale che rispondeva direttamente alla Reggenza. L'arruolamento avviene attraverso un bando pubblico a cui possono accedere solamente i cittadini sammarinesi, di ambo i sessi, dai 18 ai 35 anni di età.

## Uniforme
La divisa della Guardia del Consiglio (alta uniforme) è di colore blu con ornamenti giallo-ocra (tendenti all'arancione). La feluca è ricoperta da piume di struzzo bianche e azzurre. La Guardia, durante le cerimonie, è armata di sciabola da cavalleria.
È, inoltre, dotata di:

- uniforme d'ordinanza (giacca, pantaloni e cravatta blu scuro con camicia azzurra per militi, graduati e sottufficiali, camicia bianca per gli ufficiali);

- uniforme da campo (divisa blu con basco e fazzoletto arancione, al collo).

### Libri
- Comando della Guardia del Consiglio Grande e Generale, La Guardia del Consiglio Grande e Generale, Litografia Studiostampa S.A. - RSM, 2003.
- Ufficio di Segreteria del Comando Superiore delle Milizie, I Corpi militari della Repubblica di San Marino, 2012.
- Alessandro Gentili, Repubblica di San Marino, uno Stato permanentemente armato, pubblicato su www.Report Difesa.it 11 luglio 2017

### Atti normativi
- Regolamento organico e di disciplina dei Corpi militari - Legge 26 gennaio 1990 n.15, modificata con legge 19 dicembre 1991 n.157 e con legge 18 febbraio 1999 n.28.
- Cerimoniale militare - approvato dal Congresso Militare il 23 giugno 2000 e Delibera del Congresso di Stato n.1 del 22 settembre 2003.
- Regolamento speciale della Guardia del Consiglio Grande e Generale